# Шотландський центр морських птахів
Шотландський центр морських птахів (англ. Scottish Seabird Centre) — популярний туристичний центр в місті Норт-Бервік, Східний Лотіан, Шотландія. Центр був заснований в 2000 році на гроші «Комісії тисячоліття» (Millennium Commission), головною частиною центра є мережа відеокамер на островах, розташованих біля міста, зокрема Басс-Рок і Фідра. Велике число морських птахів — буревісників, бакланів та інших, що гніздяться на цих островах, було описано сером Девідом Аттенборо як одне з чудес світу.